# سیارک ۲۱۸۹۰۱
سیارک ۲۱۸۹۰۱ (به انگلیسی: 218901 Gerdbuchholz، نامگذاری:2007EC10) دویست و هجده هزار و نهصد و یکمین سیارک کشف شده‌است که در ۱۰ مارس ۲۰۰۷ کشف شد.